# Nobody Wants This
Nobody Wants This é uma série de televisão de comédia romântica americana criada por Erin Foster, estrelada por Kristen Bell, Adam Brody, Justine Lupe e Timothy Simons, centrada na improvável relação entre uma mulher franca e agnóstica e um rabino judeu não convencional. A série estreou em 26 de setembro de 2024, na Netflix com críticas positivas. Em outubro de 2024, a série foi renovada para uma segunda temporada.

## Elenco

### Principal
- Kristen Bell como Joanne
- Adam Brody como Noah Roklov
- Justine Lupe como Morgan
- Timothy Simons como Sasha Roklov

### Recorrente
- Stephanie Faracy como Lynn
- Tovah Feldshuh como Bina Roklov
- Paul Ben-Victor como Ilan Roklov
- Jackie Tohn como Esther Roklov
- Emily Arlook como Rebecca
- Sherry Cola como Ashley
- Shiloh Bearman como Miriam Roklov
- Stephen Tobolowsky como Rabbi Cohen

### Participação
- Ryan Hansen como Kyle[1]

## Produção

### Desenvolvimento
Em 1 de março de 2023, foi anunciado que a Netflix havia encomendado uma série de comédia criada por Erin Foster, baseada vagamente nas experiências da vida real de Foster. Também foi anunciado que Kristen Bell teria um papel principal na série, e Steven Levitan serviria como co-produtor executivo da série junto com Foster e Bell.
Em 15 de maio de 2024, a série recebeu o título de Nobody Wants This!!, e uma data de lançamento de 26 de setembro de 2024, na Netflix.
A série é produzida por Erin Foster, Kristen Bell, Steven Levitan, Craig DiGregorio, Sara Foster, Danielle Stokdyk, Oly Obst e Josh Lieberman para a 3 Arts Entertainment. As produtoras envolvidas nesta série são Steven Levitan Productions, 3 Arts Entertainment e 20th Television.
Em 10 de outubro de 2024, a Netflix renovou a série para uma segunda temporada, com Jenni Konner e Bruce Eric Kaplan como novos showrunners, substituindo Erin Foster e Craig DiGregorio, que foram os showrunners da primeira temporada.Em 7 de fevereiro de 2025, no Critics' Choice Awards de 2025, Jackie Tohn revelou que a segunda temporada está programada para começar a ser filmada em 3 de março de 2025. A segunda temporada está marcada para estrear em 2025.

### Seleção de elenco
No anúncio inicial da série em março de 2023, foi anunciado que Bell estava estrelando a série. Em abril de 2023, foi anunciado que Adam Brody estrelaria a série como Noah, e o personagem de Bell se chamaria Joanne. Em janeiro de 2024, foi anunciado que Justine Lupe e Timothy Simons se juntaram ao elenco principal como Morgan e Sasha, e Jackie Tohn, Michael Hitchcock, Paul Ben-Victor, Sherry Cola, Shiloh Bearman, Stephanie Faracy, Tania Raymonde e Tovah Feldshuh se juntaram como elenco recorrente. Em maio de 2024, foi anunciado que Emily Arlook havia substituído Tania Raymonde no papel de Rebecca. Em fevereiro de 2025, Tohn foi promovido como uma série regular, enquanto Leighton Meester e Miles Fowler foram escalados como convidados para a segunda temporada. Em março de 2025, Arian Moayed e Alex Karpovsky se juntaram ao elenco em capacidades recorrentes para a segunda temporada.

## Episódios

### 1.ª temporada (2024)
| N.º na série | N.º na temp. | Título                         | Dirigido por      | Escrito por                                                 | Lançamento             |
| ------------ | ------------ | ------------------------------ | ----------------- | ----------------------------------------------------------- | ---------------------- |
| 1            | 1            | "Pilot"                        | Greg Mottola      | Erin Foster                                                 | 26 de setembro de 2024 |
| 2            | 2            | "A Shiksa Walks Into a Temple" | Greg Mottola      | Erin Foster                                                 | 26 de setembro de 2024 |
| 3            | 3            | "Either Aura"                  | Karen Maine       | Jane Becker & Lindsay Golder                                | 26 de setembro de 2024 |
| 4            | 4            | "Obliterated"                  | Hannah Fidell     | Roteiro : Ron Weiner História: Ron Weiner & Noelle Valdivia | 26 de setembro de 2024 |
| 5            | 5            | "My Friend Joanne"             | Oz Rodriguez      | Neel Shah & Pat Regan                                       | 26 de setembro de 2024 |
| 6            | 6            | "The Ick"                      | Karen Maine       | Jane Becker                                                 | 26 de setembro de 2024 |
| 7            | 7            | "WAGS"                         | Oz Rodriguez      | Lindsay Golder                                              | 26 de setembro de 2024 |
| 8            | 8            | "Rebecca's Box"                | Hannah Fidell     | Roteiro : Ryann Werner História : Ryann Werner & Ron Weiner | 26 de setembro de 2024 |
| 9            | 9            | "My Girl Brina"                | Lawrence Trilling | Barbie Adler & Niki Schwartz-Wright                         | 26 de setembro de 2024 |
| 10           | 10           | "Bat Mitzvah Crashers"         | Lawrence Trilling | Craig DiGregorio                                            | 26 de setembro de 2024 |

## Recepção
No site agregador de críticas Rotten Tomatoes, 94% das 54 resenhas dos críticos são positivas, com uma classificação média de 7.5/10. O consenso do site diz: "Contrary to its title, Nobody Wants This prova ser uma farra bem-vinda graças à química irresistível de Kristen Bell e Adam Brody e algumas considerações ponderadas do romance inter-religioso." O Metacritic, que usa uma média ponderada, atribuiu ao filme uma pontuação de 73 em 100, baseado em 27 críticos, indicando críticas "geralmente favoráveis".
Alguns críticos criticaram a série por seu retrato de mulheres judias americanas. A editora sênior da Glamour, Jessica Radloff, publicou uma crítica afirmando que os personagens judeus do programa “parecem mulheres controladoras e famintas por casamento que querem planejar jantares e alienar qualquer um que não compartilhe esses mesmos sonhos”. Ela também discordou do uso de shiksa no primeiro episódio. Em resposta, Foster afirmou: “Acho que precisamos de histórias judaicas positivas agora. Eu acho interessante quando as pessoas se concentram em, 'Oh, isso é um estereótipo do povo judeu', quando você tem um rabino como líder. Um jovem rabino gostoso, legal e que fuma maconha. Essa é a antítese de como as pessoas veem um rabino judeu, certo?”

### Prêmios
| Ano  | Prêmio                            | Categoria                                            | Indicado                  | Resultado | Ref.   |
| ---- | --------------------------------- | ---------------------------------------------------- | ------------------------- | --------- | ------ |
| 2024 | Hollywood Music in Media Awards   | Supervisão Musical – Televisão                       | Este Haim & Zachary Daws  | Indicado  | [ 17 ] |
| 2025 | American Cinema Editors Awards    | Melhor Série de Comédia de Câmera Única Editada      | Maura Corey (por "Pilot") | Pendente  | [ 18 ] |
| 2025 | Critics' Choice Television Awards | Melhor Série de Comédia                              | Nobody Wants This         | Pendente  | [ 19 ] |
| 2025 | Critics' Choice Television Awards | Melhor Ator em Série de Comédia                      | Adam Brody                | Pendente  | [ 19 ] |
| 2025 | Critics' Choice Television Awards | Melhor Atriz em Série de Comédia                     | Kristen Bell              | Pendente  | [ 19 ] |
| 2025 | Golden Globe Awards               | Melhor Série de Televisão - Musical ou Comédia       | Nobody Wants This         | Indicado  | [ 20 ] |
| 2025 | Golden Globe Awards               | Melhor Atriz – Série de Televisão Musical ou Comédia | Kristen Bell              | Indicado  | [ 20 ] |
| 2025 | Golden Globe Awards               | Melhor Ator – Série de Televisão Musical ou Comédia  | Adam Brody                | Indicado  | [ 20 ] |
| 2025 | Satellite Awards                  | Melhor Ator em uma Série de Comédia ou Musical       | Adam Brody                | Pendente  | [ 21 ] |
| 2025 | Satellite Awards                  | Melhor Atriz em Comédia ou Série Musical             | Kristen Bell              | Pendente  | [ 21 ] |
| 2025 | Prémios Screen Actors Guild       | Melhor Ator em Série de Comédia                      | Adam Brody                | Pendente  | [ 22 ] |
| 2025 | Prémios Screen Actors Guild       | Melhor Atriz em Série de Comédia                     | Kristen Bell              | Pendente  | [ 22 ] |